# Dornith Doherty
Dornith Doherty (nascida em 1957) é uma fotógrafa americana.
Dogherty graduou-se com um Bacharelato em Artes pela Universidade Rice em 1980 e pela Universidade Yale com um MFA em fotografia em 1988.
O seu trabalho encontra-se incluído nas coleções do Museu de Belas-Artes de Houston e do Instituto de Artes de Minneapolis.
Ela foi bolsista da fundação Guggenheim em 2012.